# بيت شمس (الحيمة الداخلية)

تعديل مصدري - تعديل

بيت شمس هي إحدى قرى عزلة بلاد القبائل بمديرية الحيمة الداخلية التابعة لمحافظة صنعاء، بلغ تعداد سكانها 71 نسمة حسب تعداد اليمن لعام 2004.